# Syd Barrett
Pour les articles homonymes, voir Barrett.
Pour les autres significations, voir Syd Barrett (album).
Roger Keith Barrett, dit Syd Barrett, est un auteur-compositeur-interprète britannique né le 6 janvier 1946 à Cambridge où il est mort le 7 juillet 2006. Il est le cofondateur et le leader du groupe Pink Floyd de ses débuts à son éviction en 1968.
Entre 1965 et 1968, Syd Barrett enregistre quatre singles et un album, The Piper at the Gates of Dawn, avec Pink Floyd. Chanteur et guitariste, il est également le principal compositeur du groupe. Son comportement de plus en plus erratique, principalement dû à son importante consommation de LSD, entraîne son exclusion au début de l'année 1968, pendant l'enregistrement du deuxième album de Pink Floyd, A Saucerful of Secrets. Son ami David Gilmour le remplace comme guitariste et chanteur. Après son renvoi, Barrett se lance dans une brève carrière en solo, avec deux albums en 1970. Il abandonne la musique en 1974 et mène par la suite une existence discrète à Cambridge, se consacrant à la peinture et au jardinage. Il meurt à 60 ans d'un cancer du pancréas.
Malgré la brièveté de sa carrière musicale, Syd Barrett est devenu une icône de l'histoire du rock, l'archétype de l'idole que le succès et la drogue ont fait sombrer dans la folie. De nombreux musiciens se réclament de son influence. Pink Floyd lui rend hommage à plusieurs reprises dans les années 1970, notamment avec l'album Wish You Were Here (1975).

## Biographie

### Jeunesse
Roger Keith Barrett est né le 6 janvier 1946 à Cambridge dans une famille de la classe moyenne qui vit au 60 Glisson Road. Son père, Arthur Max Barrett, exerce la profession de médecin. La famille Barrett déménage au 183 Hills Road en 1951,. En 1957, Barrett commence ses études secondaires à la Cambridgeshire High School for Boys (en) aux côtés de son ami d'enfance Roger Waters.
Bien qu'il préfère l'écriture et le dessin, Barrett s'intéresse très tôt à la musique : il commence à jouer du ukulélé à l'âge de dix ans, du banjo à l'âge de onze ans et reçoit sa première guitare acoustique à quatorze ans. L'année suivante, il achète sa première guitare électrique et fabrique son propre amplificateur. C'est vers cette période qu'il prend le surnom de « Syd », peut-être en référence à un contrebassiste de jazz de la région de Cambridge qui s'appelait Sid Barrett, surnommé « The Beat »,.
Le 11 décembre 1961, Max Barrett succombe à un cancer, moins d'un mois avant le seizième anniversaire de Syd. Cette date restera vierge dans son journal intime. Afin de subvenir aux besoins de la famille, sa mère Winifred commence à louer des chambres de la maison familiale,. Elle encourage les penchants musicaux de son fils en laissant son groupe, « Geoff Mott & the Mottoes », se produire dans le salon.
En septembre 1962, Barrett entre au département des arts du Cambridge Technical College. Il y fait la connaissance de David Gilmour. Comme beaucoup d'adolescents britanniques, il apprécie la musique des Beatles et des Rolling Stones, et il commence à écrire ses propres chansons au cours de l'année 1963 tout en se produisant avec divers petits groupes, ou bien en duo acoustique avec Gilmour. Il décide néanmoins d'étudier la peinture au Camberwell College of Arts à partir de septembre 1964.

### Avec Pink Floyd (1965-1968)

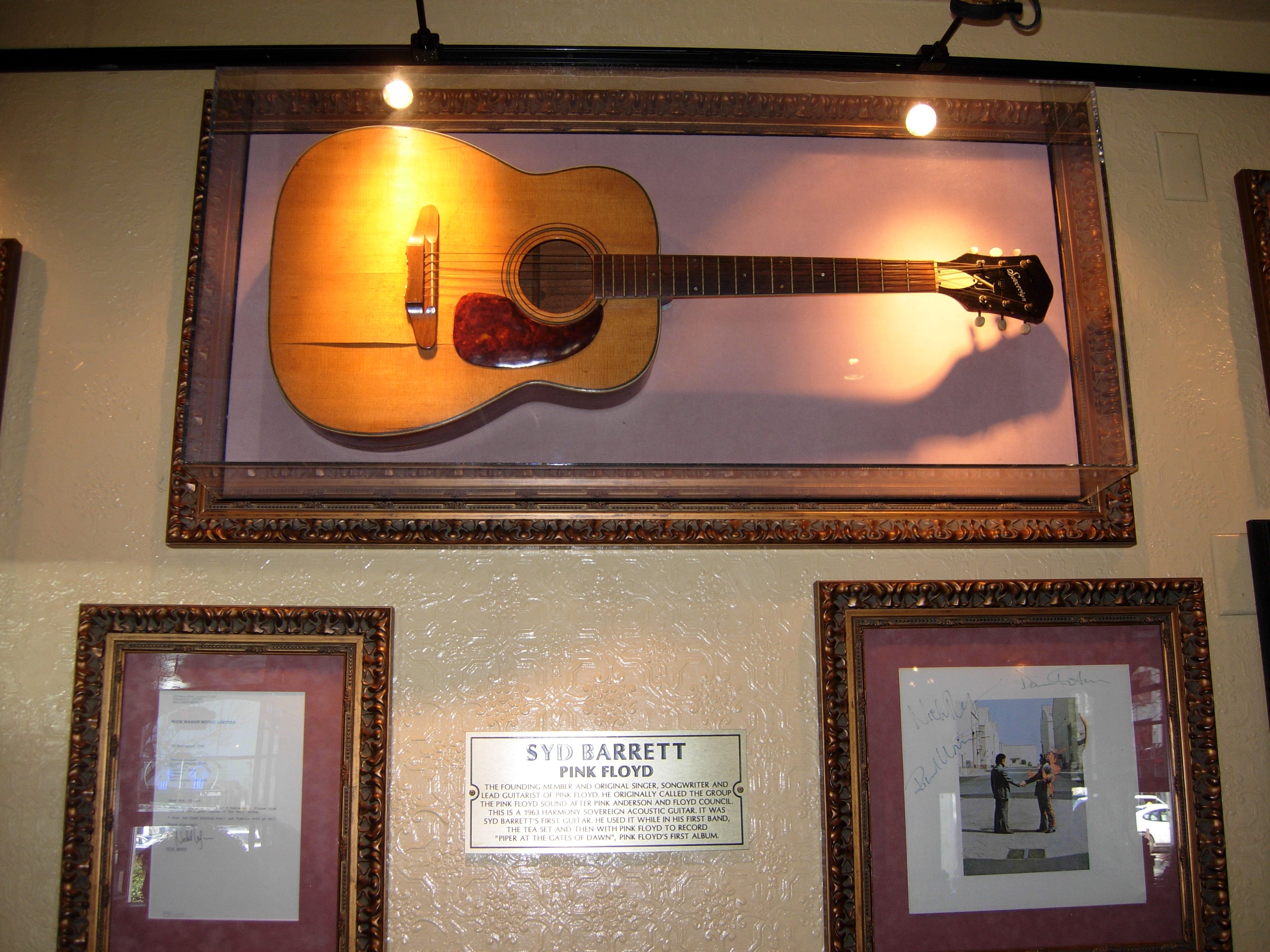
Guitare acoustique Harmony Sovereign de 1963 ayant appartenu à Barrett.

Au début de l'année 1965, Barrett rejoint comme chanteur et guitariste le groupe de son ami d'enfance Roger Waters qui étudie lui aussi à Londres, à la Royal Polytechnic. Le groupe, qui comprend également Nick Mason et Richard Wright, change fréquemment de nom, s'appelant tour à tour « The Abdabs », « Sigma 6 », « The Meggadeaths » ou « The Tea Set ». C'est Barrett qui trouve leur nom définitif, un jour où ils partagent l'affiche avec un autre groupe nommé « The Tea Set », en juxtaposant les noms de deux musiciens de blues, Pink Anderson et Floyd Council : ils deviennent « The Pink Floyd Sound », puis plus simplement « The Pink Floyd »,. Au cours de l'année, leur répertoire, d'abord constitué de reprises de standards du rhythm and blues américain, laisse progressivement place à une musique plus improvisée, qui s'inspire également du jazz et intègre quelques chansons écrites par Barrett. Ce dernier écoute beaucoup des albums précurseurs du courant psychédélique comme Fifth Dimension des Byrds ou Revolver des Beatles, dont l'influence sur son écriture est perceptible. C'est également le cas, dans un autre registre, des singles des Kinks comme Sunny Afternoon. Durant l'été, Barrett expérimente pour la première fois le LSD dans le jardin d'un ami,.
L'année 1966 voit Pink Floyd devenir le groupe le plus populaire de la scène psychédélique grâce à ses concerts au Marquee Club et au Roundhouse, mais surtout à l'UFO Club, l'un des hauts lieux de l'underground londonien. Les managers du groupe, Andrew King (en) et Peter Jenner, mettent sur pied la compagnie Blackhill Enterprises pour gérer ses finances et entreprennent de démarcher des maisons de disques. Un contrat de 5 000 £ est signé avec EMI pour l'enregistrement d'un album entier, chose inhabituelle pour l'époque.
Les trois premiers 45 tours de Pink Floyd sont tous écrits par Barrett. Le premier, Arnold Layne, sort en mars 1967 et se classe no 20 des ventes au Royaume-Uni, en dépit de sa censure par la station pirate Radio London. Le second, See Emily Play, fait encore mieux au mois de juin en atteignant la 8e place du hit-parade. Le premier album de Pink Floyd, The Piper at the Gates of Dawn, est enregistré de manière discontinue aux studios Abbey Road de février à juillet sous la houlette de Norman Smith, l'ancien ingénieur du son des Beatles. Il contient onze chansons, dont dix sont écrites ou coécrites par Barrett. Il sort le 4 juillet et se classe no 6 des ventes.
Durant la seconde moitié de l'année 1967, le comportement de Syd Barrett change totalement, essentiellement à cause de sa forte consommation de LSD. Il devient de plus en plus introverti et souffre d'hallucinations, de pertes de mémoire et de brusques changements d'humeur. Sur scène, il lui arrive de passer des concerts entiers à ne jouer qu'un seul accord, voire à ne pas jouer du tout. De plus, le single Scream Thy Last Scream/Vegetable Man (prévu pour l'automne 1967) qu'il a écrit et composé avec Pink Floyd est refusé par la maison de disques. Au mois de novembre, le groupe fait appel à plusieurs reprises à David O'List, le guitariste des Nice, pour remplacer Barrett lorsque celui-ci est incapable de jouer ou ne se rend même pas aux concerts. David Gilmour est engagé fin décembre comme deuxième guitariste, dans l'idée que Barrett n'ait plus besoin de jouer sur scène mais continue à écrire des chansons, comme Brian Wilson au sein des Beach Boys. Barrett est devenu tellement imprévisible que ce projet finit par être abandonné,.
Des quatre chansons écrites par Barrett pour Pink Floyd après The Piper at the Gates of Dawn, seule Jugband Blues figure sur A Saucerful of Secrets, le deuxième album du groupe. Apples and Oranges, sortie en 45 tours en novembre 1967, est un échec commercial, tandis que les deux autres, Vegetable Man et Scream Thy Last Scream, sont laissées de côté par les autres membres du groupe, qui les trouvent trop perturbantes. Le renvoi de Barrett est officialisé le 6 avril 1968. Estimant que Pink Floyd n'a aucune chance de survivre sans lui, Blackhill Entreprises met un terme au contrat du groupe, King et Jenner préférant s'occuper de la carrière de Barrett.

### En solo (1968-1974)
Poussé par Peter Jenner, Barrett enregistre quelques chansons en vue d'un premier album solo entre mai et juillet 1968. Il cesse tout travail après une rupture amoureuse et séjourne dans une institution psychiatrique à Cambridge pendant quelque temps. Ce n'est que l'année suivante qu'il reprend contact avec EMI. Malcolm Jones, responsable de Harvest Records, une nouvelle branche d'EMI consacrée au rock progressif, accepte de devenir le producteur de Barrett qui a essuyé des refus de la part de Jenner et de Norman Smith. Plusieurs chansons sont enregistrées au mois d'avril 1969 avec l'aide des batteurs Jerry Shirley et Willie Wilson, ainsi que de David Gilmour et des membres du groupe Soft Machine. Fin mai, Gilmour et Waters prennent le relais de Jones pour les dernières séances d'enregistrement, durant lesquelles plusieurs chansons sont ré-enregistrées et quelques autres ajoutées. The Madcap Laughs sort en janvier 1970, quelques mois après le 45 tours Octopus. Il rencontre un succès commercial modéré au Royaume-Uni (no 40 des ventes).
Le second album solo de Barrett, produit par Gilmour et Richard Wright, est enregistré entre février et juillet 1970. La majeure partie des chansons sont construites en overdubbant les instruments sur une démo où Barrett chante et joue de la guitare seul, tant il est devenu impossible pour d'autres musiciens de jouer avec lui. Sorti en novembre, Barrett se vend moins bien que The Madcap Laughs. L'activité promotionnelle autour des deux albums est très réduite : Barrett ne donne qu'un seul concert, le 6 juin à l'Olympia de Londres, durant lequel il quitte la scène sans prévenir après quatre chansons seulement. Il se produit à deux reprises sur les ondes de la BBC, jouant cinq chansons dans l'émission de John Peel Top Gear le 24 février 1970 et trois autres le 16 février 1971. Ces enregistrements figurent sur l'album The Radio One Sessions (2004).
Après plus d'une année d'inactivité, Barrett remonte sur scène en janvier 1972 au sein du « Last Minute Put Together Boogie Band », un supergroupe réunissant divers musiciens, dont Eddie Burns, Fred Frith, Jack Monck et Twink. Il fonde un nouveau groupe, Stars, avec Monck à la basse et Twink à la batterie. Stars ne joue qu'un petit nombre de concerts à Cambridge : l'un d'eux, au Corn Exchange, donne lieu à une critique incendiaire qui décourage Barrett et le convainc de jeter l'éponge. Quelques mois plus tard, le 9 mai, le contrat liant Barrett à EMI est dissous et son association avec Pink Floyd prend fin. Fin 1973, il vit dans divers hôtels londoniens et sa vie sociale se résume à aller chercher ses chèques de royalties. La même année, Pink Floyd rencontre un succès planétaire et durable avec son album The Dark Side of the Moon. Peter Jenner le convainc d'entrer en studio une dernière fois au mois d'août 1974. Onze pistes sont enregistrées à cette occasion, qui consistent simplement en des overdubs de guitare disjoints sur une base rythmique bluesy.

### Retraite et mort (1974-2006)

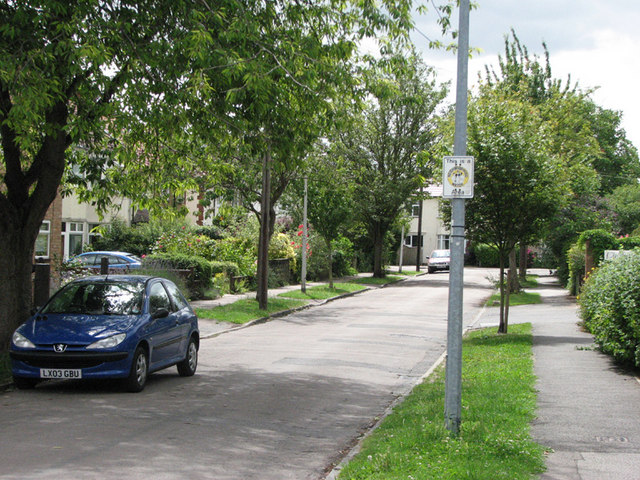
Barrett vit au 6 Margaret Square jusqu'à sa mort.

À court d'argent, Barrett retourne vivre chez sa mère, à Cambridge, en 1978. Sa sœur Rosemary s'occupe de lui après la mort de leur mère en 1991. Les premières biographies de Barrett paraissent dans les années 1980. En 1988, Malcolm Jones parvient à convaincre EMI d'éditer la compilation Opel, qui rassemble des enregistrements jusqu'alors inédits datant de la période 1968-1970. Un coffret rassemblant les trois albums de Barrett est édité en 1993 sous le titre Crazy Diamond.
Jusqu'à sa mort, il mène une vie solitaire et se consacre à la peinture et au jardinage, n'appréciant guère qu'on lui rappelle son passé de rock star. Il insiste notamment pour être appelé « Roger » et plus « Syd ». Néanmoins, il accepte de dédicacer des exemplaires du livre Psychedelic Renegades de Mick Rock en 2002, et il aurait regardé sans déplaisir un documentaire de la BBC qui lui était consacré vers la même date.
Souffrant d'ulcères à l'estomac et de diabète de type 2, Barrett meurt le 7 juillet 2006 à son domicile de Cambridge d'un cancer du pancréas. Un proche reçoit ses cendres. Célibataire et sans enfants, il lègue plus d'un million de livres sterling en royalties à ses frères et sœurs.

## Style musical et technique de composition

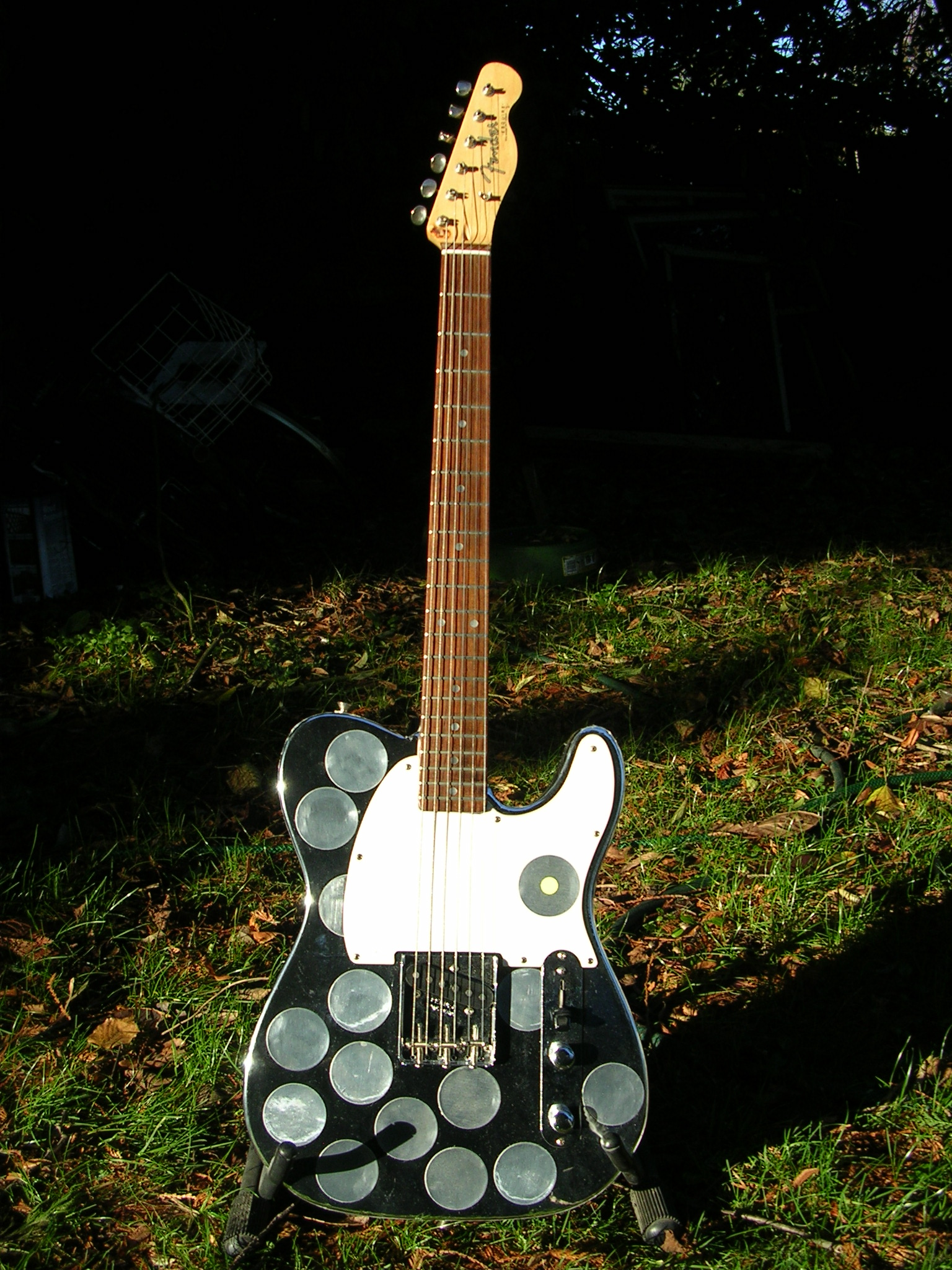
La guitare Fender Esquire 1962 de Barrett.

Le jeu de guitare de Syd Barrett présente des caractéristiques innovantes pour l'époque, en particulier dans son emploi de techniques inhabituelles : dissonances, distorsion, effet Larsen, chambre d'écho, etc. L'influence du guitariste d'improvisation Keith Rowe sur lui est perceptible dans ce domaine. L'une de ses méthodes de prédilection consiste à faire glisser un briquet Zippo sur le manche de sa guitare avec une chambre d'écho Binson pour obtenir un son étrange qui caractérise la musique de Pink Floyd à ses débuts. Il utilise plusieurs guitares électriques au cours de sa carrière, mais celle qui reste le plus liée à son image est une Fender Esquire de 1962 sur laquelle sont collés des miroirs ronds.
Il se distingue également dans sa voix : loin de chercher à imiter l'accent américain populaire dans la musique de l'époque, il chante avec un fort accent du sud de l'Angleterre. Ses paroles fantaisistes et surréalistes sont comparables à celles de comptines, en plus dérangeant.

## Influence et hommages
De nombreux musiciens ont souligné l'influence de Barrett sur eux, parmi lesquels Kevin Ayers, Gong, Marc Bolan, Tangerine Dream, Julian Cope et David Bowie. Ce dernier enregistre une reprise de See Emily Play sur son album Pin Ups en 1973. D'autres musiciens ont écrit des chansons en son hommage, comme O Wot a Dream de Kevin Ayers, I Know Where Syd Barrett Lives des Television Personalities, Oranges and Apples des Trash Can Sinatras et (Feels Like) 1974 de Robyn Hitchcock, qui a également repris plusieurs de ses chansons.
Roger Waters, qui devient le principal compositeur de Pink Floyd après le départ de Barrett, est très affecté par son déclin mental. La folie et l'aliénation sont des thèmes récurrents dans ses paroles, en particulier sur les albums The Dark Side of the Moon (1973) et Wish You Were Here (1975). Ce dernier inclut la chanson Shine On You Crazy Diamond, un hommage direct à Barrett. Durant son enregistrement, celui-ci rend une visite impromptue à ses anciens camarades qui ne le reconnaissent d'abord pas. Le personnage principal de l'opéra-rock The Wall (1979) est également inspiré en partie par Barrett. David Gilmour a dit de lui qu'il fut l'un des rares génies de la musique pop.
Le dimanche 19 juin 2016, « Radio France décide de mettre huit mille disques aux enchères. Et si les fonds récoltés doivent servir à la numérisation des disques de Radio France, ils se sont envolés [hier] grâce à des ventes allant bien au-delà des espérances de l'expert de l'événement. Quelques chiffres démesurés : 10 500 euros pour le très rare 45 tours Octopus / Golden Hair de Syd Barrett… »
Le groupe de son ancien collègue de Pink Floyd, Nick Mason's Saucerful of Secrets, lui rend hommage lors de sa dernière tournée en 2024. En effet, lors de la prestation de la chanson Remember Me, il est entendu sur scène accompagné du groupe, sa voix étant isolée d'un enregistrement de 1965.

## Discographie

### Pink Floyd

#### Singles
- 1967 : Arnold Layne / Candy and a Currant Bun
- 1967 : See Emily Play / Scarecrow
- 1967 : Flaming / The Gnome
- 1967 : Apples and Oranges / Paintbox

#### Albums
- 1967 : The Piper at the Gates of Dawn
- 1968 : A Saucerful of Secrets : n'apparaît que sur Set the Controls for the Heart of the Sun , Remember a Day et Jugband Blues

#### EP
- 1995 : London '66-'67

### Solo

#### Singles
- 1969 : Octopus / Golden Hair

#### Albums
- 1970 : The Madcap Laughs
- 1970 : Barrett

#### BBC Sessions
- 1987 : The Peel Session
- 2004 : The Radio One Sessions

#### Compilations
- 1974 : Syd Barrett (album double réunissant The Madcap Laughs et Barrett)
- 1988 : Opel (titres inédits)
- 1992 : Octopus: The Best of Syd Barrett
- 1993 : Crazy Diamond (coffret réunissant The Madcap Laughs , Barrett et Opel )
- 1999 : Syd Barrett: The Lost Years
- 2001 : The Best of Syd Barrett: Wouldn't You Miss Me?
- 2010 : An Introduction to Syd Barrett

## Collaboration
- 1970 : Singing a Song in the Morning/Eleanor's Cake (Which Ate Her) de Kevin Ayers - Syd joue de la guitare sur la chanson de la face A.